# Ху'у
Ху́'у (індонез. Hu'u) — один з 8 районів округу Домпу провінції Західна Південно-Східна Нуса у складі Індонезії. Розташований у південно-східній частині. Адміністративний центр — село Хуу.
Населення — 16395 осіб (2012; 16050 в 2010).

## Адміністративний поділ
До складу району входять 7 сіл:
| Населений пункт       | Населення, осіб (2010) |
| --------------------- | ---------------------- |
| Аду, село             | 1649                   |
| Даха, село            | 3625                   |
| Персіапан-Джала, село | 1708                   |
| Расабоу, село         | 2029                   |
| Саве, село            | 1497                   |
| Хуу, село             | 3159                   |
| Чемпі-Джая, село      | 2383                   |